# Spizaetus
Spizaetus é um gênero de águias encontradas nos neotrópicos das Américas. No entanto, por muito tempo o termo foi usado para indicar um grupo de águias tropicais, que incluía espécies que ocorrem no sul e sudeste da Ásia, e também um representante nas florestas tropicais da África Ocidental. As espécies do Velho Mundo foram separadas no gênero Nisaetus. Várias espécies têm uma crista frontal proeminente. São aves de rapina de médio a grande porte, a maioria tendo entre 55 e 75 cm e comprimento, e tendem a ser de cauda longa e delgadas.
São classificadas na subfamília  Aquilinae a mesma da Águia-real, todas as águias desse clado possuem tarsos cobertos por penas.

## Espécies
A American Ornithologist's Union fundiu o gênero Spizastur com Spizaetus em 2007.
As águias desse gênero são aves florestais com várias espécies com preferência por florestas de altitude. Eles constroem ninhos de gravetos nas árvores. Os sexos têm plumagem semelhante, com parte superior do raptor típico e parte inferior pálida, mas os indivíduos jovens são distinguíveis dos adultos, geralmente por uma cabeça mais branca.
Essas águias comem presas vertebradas de médio porte, como mamíferos, pássaros e répteis. As espécies que historicamente foram colocadas neste gênero são:
| Imagem | Nome científico        | Nome comum         | Distribuição | Estado |
| ------ | ---------------------- | ------------------ | ------------ | ------ |
|        | Spizaetus tyrannus     | Gavião-pega-macaco |              | LC     |
|        | Spizaetus melanoleucus | Gavião-pato        |              | LC     |
|        | Spizaetus ornatus      | Gavião-de-penacho  |              | LC     |
|        | Spizaetus isidori      | Gavião-bicolor     |              | NT     |

Espécies do Velho Mundo foram movidas para Nisaetus.
- Nisaetus floris (anteriormente Spizaetus floris)
- Nisaeatus nipalensis (anteriormente Spizaetus nipalensis)
  - A subspécie dos Gates Ocidentais e do Sri Lanka foram sugeridos como uma espécie separada: Nisaetus kelaarti.[10]
- Nisaetus alboniger (anteriormente Spizaetus alboniger)
- Nisaetus bartelsi (anteriormente Spizaetus bartelsi)
- Nisaetus cirrhatus (anteriormente Spizaetus cirrhatus)
- Nisaetus lanceolatus (anteriormente Spizaetus lanceolatus)
- Nisaetus philippensis (anteriormente Spizaetus philippensis)
  - Nisaetus pihilippensis pinskeri (anteriormente Spizaetus (philippensis) pinskeri)[11]
- Nisaetus nanus (anteriormente Spizaetus nanus)
- Aquila africana (anteriormente Spizaetus africanus)